# Schronisko PTTK nad Morskim Okiem

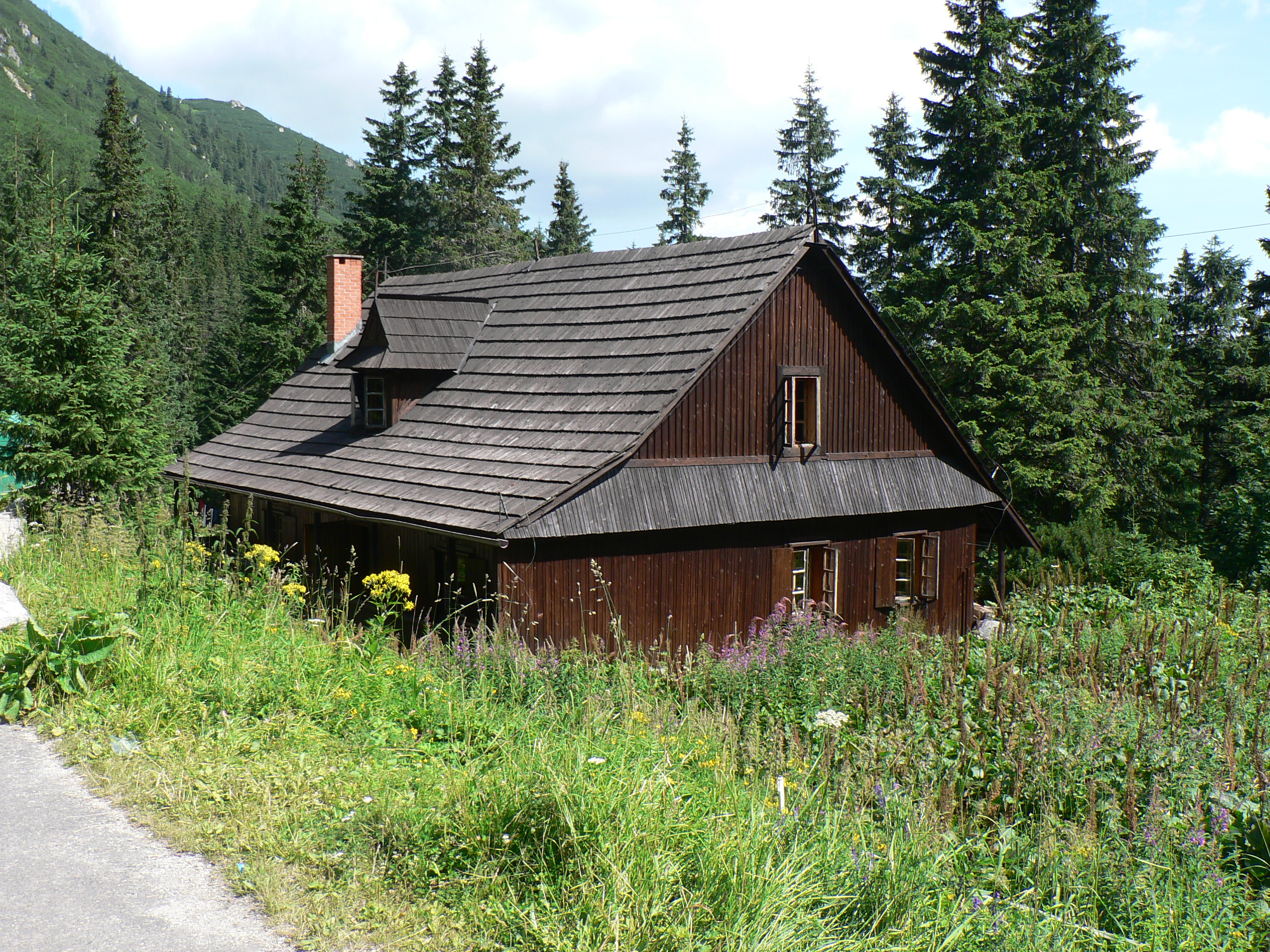
Wozownia z 1891 roku, obecnie tzw. Stare schronisko

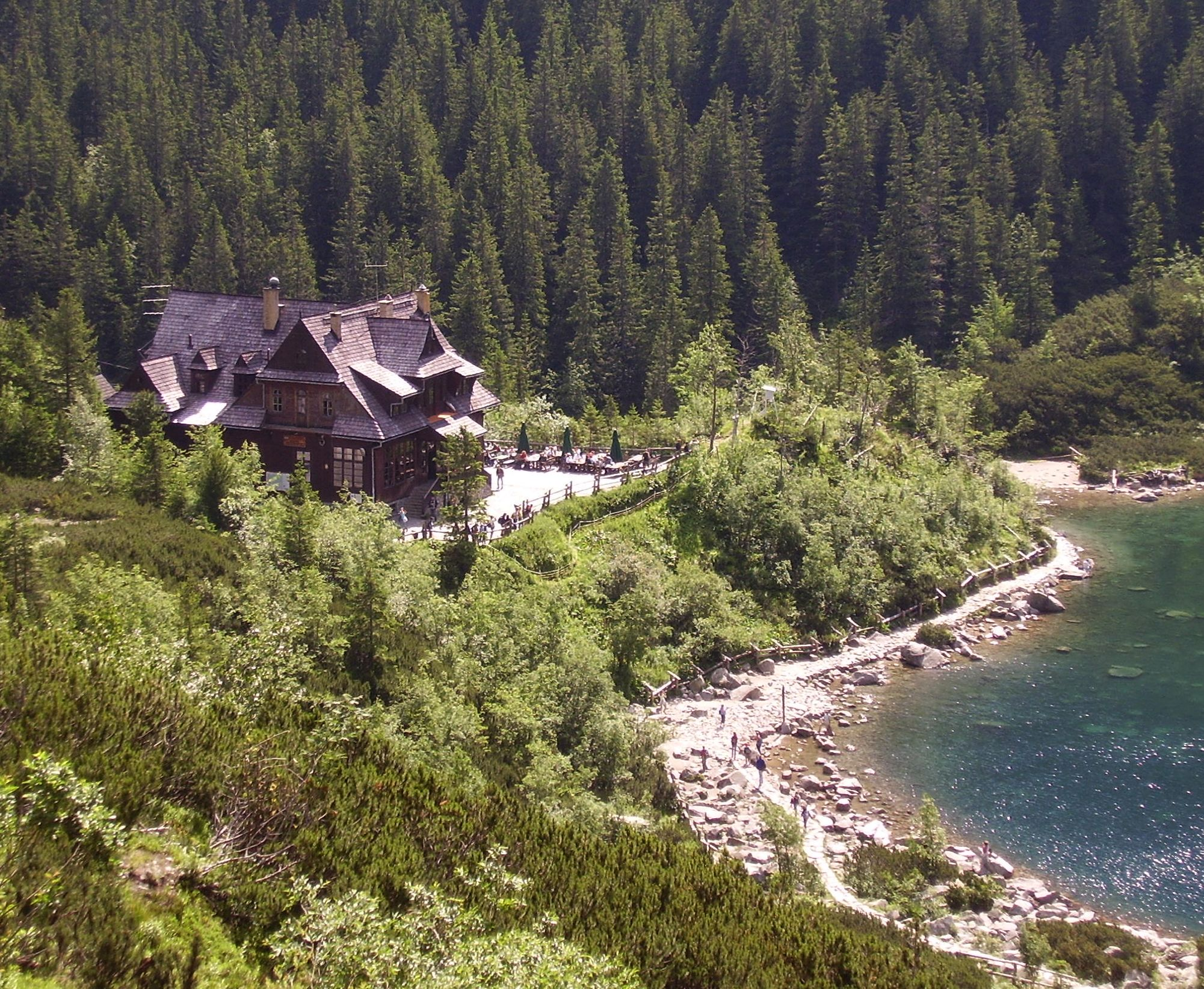
Schronisko widoczne z „Ceprostrady”

Schronisko PTTK nad Morskim Okiem – schronisko turystyczne położone nad Morskim Okiem, w Dolinie Rybiego Potoku w Tatrach Wysokich. Znajduje się na wysokości 1410 m n.p.m. na polodowcowym wale morenowym. Składa się z dwóch części: Starego Schroniska pochodzącego z XIX wieku i Nowego Schroniska, wybudowanego w 1908 roku przez Towarzystwo Tatrzańskie. Po remoncie kapitalnym w latach 1988–1992 schronisko dysponuje 79 miejscami noclegowymi: 36 w Nowym Schronisku (w pokojach 3-6 osobowych) oraz 43 w Starym Schronisku (w salach wieloosobowych: 13-, 14- i 16-osobowych). Posiada też restaurację i bar oraz mieści stację ratunkową TOPR. Budynek schroniska został w 1976 roku uznany za zabytkowy i jest prawnie chroniony. Schronisko jest zarządzane przez PTTK.
Schronisko stanowi odrębną miejscowość typu schronisko turystyczne.

## Historia
Najwcześniejsze wzmianki o istniejącym schronie w tym rejonie pochodzą z roku 1823. Pierwsze schronisko zostało wybudowane w roku 1827 przez Emanuela Homolacsa, właściciela terenów wokół jeziora. Budynek składał się z sieni, kuchni, izby noclegowej i strychu. Schronisko nie miało jeszcze szyb i było bardzo skromnie wyposażone. Kilkukrotnie je remontowano, jednak w latach 50. i 60. XIX wieku było już w bardzo złym stanie.
W 1865 r. schronisko spłonęło. Dopiero w 1874 r. Towarzystwo Tatrzańskie rozpoczęło budowę nowego schroniska. Postawiono niewielki drewniany budynek z miejscami noclegowymi dla 25 osób. Obiekt otwarto 3 sierpnia 1874 r., a na uroczystości byli obecni m.in. Adam Asnyk i Helena Modrzejewska. Z inicjatywy Leopolda Świerza 16 września 1875 r. schronisko nazwano imieniem Stanisława Staszica.
W kolejnym okresie powoli podnoszono standard schroniska. W roku 1891 rozbudowano je do powierzchni 252 m² i 27 pokojów dwuosobowych oraz dostawiono obok drugi budynek przeznaczony na wozownię o powierzchni 119 m², służącą turystom do „garażowania” konnych powozów. Schronisko służyło turystom w sezonach letnich do nocy z 1 na 2 października 1898 r., kiedy to kolejny pożar strawił budynek. Budynek wozowni po pożarze właściwego schroniska przejął jego rolę i pełni ją do dziś. Obecnie tzw. Stare Schronisko (była wozownia) jest najstarszym istniejącym schroniskiem w Tatrach Polskich.
Pod koniec XIX wieku nad jeziorem wybudowany został inny obiekt – bacówka Anny Burowej po zachodniej stronie moreny. Burowa, prowadząc działalność turystyczną, rozpoczęła konflikt z Towarzystwem Tatrzańskim, trwający aż do 1930 r. i zakończony rozebraniem bacówki.
Obecne Nowe Schronisko wybudowano w 1908 r. i od tej pory jest ono jednym z najpopularniejszych obiektów noclegowych w całych Tatrach. W latach 70. XX wieku, kierując się koniecznością ochrony jeziora, dyrekcja TPN zamierzała przenieść oryginalny obiekt do planowanego skansenu architektury tatrzańskiej, a w jego miejscu wznieść nową budowlę bez funkcji noclegowych i gastronomicznych, mieszczącą dyrekcję parku narodowego, muzeum alpinizmu, dyżurkę GOPR i pokoje gościnne dla wąskiego grona osób związanych z dyrekcją parku. Planów tych nigdy nie zrealizowano. W 1997 roku schronisko odwiedził papież Jan Paweł II.

## Szlaki turystyczne
– czerwony z Toporowej Cyrhli przez Psią Trawkę, Rówień Waksmundzką, dalej wzdłuż szosy nad Morskie Oko i obok Czarnego Stawu na Rysy.
- Czas przejścia od Wodogrzmotów Mickiewicza do schroniska: 1:30 h, ↓ 1:15 h
- Czas przejścia od schroniska do Czarnego Stawu: 50 min, ↓ 40 min
- Czas przejścia od schroniska na Rysy: 3:50 h, ↓ 3:10 h

 – asfaltowa szosa z parkingu na polanie Palenica Białczańska (niedostępna dla samochodów), łącząca się z czerwonym szlakiem przed Wodogrzmotami Mickiewicza (2:20 h, ↓ 1:55 h)
 – czerwony dookoła jeziora (ok. 50 min)
 – niebieski przez Świstówkę Roztocką do schroniska PTTK w Dolinie Pięciu Stawów Polskich (2 h, w drugą stronę 1:40 h)
 – żółty na Szpiglasową Przełęcz („Ceprostrada”) (2:15 h, ↓ 1:40 h)